# Bernard Quaritch
Bernard Alexander Christian Quaritch (Worbis, 23 de abril de 1819 – Hampstead, 17 de diciembre de 1899) fue un librero y anticuario británico, de origen alemán, fundador de una célebre compañía especializada en libros raros y manuscritos, y también dedicada a la edición, que continúa funcionando actualmente en Londres.
Hasta los veintitrés años de edad se empleó con diversos libreros en Nordhausen y Berlín. En 1842, marchó a Londres donde trabajo con el anticuario Henry Bohn, lanzándose cinco años más tarde a levantar su propio negocio. Asímismo fue en aquel año, 1847, cuando publicó su primer catálogo. Pronto las obras que adquiría y marchaba Quaritch, despertaron el interés de todos los bibliófilos europeos: la Biblia Mazarino, sería adquirida por él en 1884, por ejemplo. Especialmente llamativo era el número de casi 28.000 títulos que ya recogía su catálogo en 1888. Su laboriosidad de décadas culminó en los diecisiete volúmenes de su General Catalogue (1887-1897), calificado por bibliófilos y aficionados al libro antiguo como auténtico monumento bibliográfico. Sus campos de interés fueron variadísimos: Historia natural, Bellas Artes, publicaciones periódicas, Orientalia, libros de viajes, arqueología, incunables, Biblias, literatura inglesa antigua, obras de Shakespeare, cartografía, obras sobre EE UU y también sobre 
hispanismo.